# 岡山一成
岡山 一成（おかやま かずなり、1978年4月24日 - ）は、大阪府堺市出身の元サッカー選手。サッカー指導者。現役時代のポジションはDF、FW。
Kリーグ時代の登録名は岡山（ハングル: 오까야마）。
日本サッカー協会公認A級ライセンス所持。

## 来歴
大阪府堺市南区赤坂台の出身。兄の影響を受け地元の少年団でサッカーを始め、堺市立赤坂台中学校を経て、初芝橋本高校へ進学。2年生の時に第74回全国高等学校サッカー選手権大会へ出場し、1学年上の吉原宏太と2トップを組みフォワード(FW)として出場、ベスト4に進出して優秀選手に選出される。翌年の第75回全国高等学校サッカー選手権大会にも2年連続で出場し、同期生にはDF大野貴史がいたが、初戦の2回戦で桐光学園高校に敗退。同高校の中村俊輔とは横浜マリノスでの同期入団となった。
高校卒業後の進路ではプロ選手を希望したが、入団は難航。1996年、テレビ東京系の番組『ASAYAN』内の企画「Jリーガーオーディション」に参加していたが、同時期に進められていた横浜Mと練習生契約がまとまったため、オーディション参加を途中で取りやめて1997年8月に入団した。また、高校卒業後に韓国の社会人チームへの留学も経験している。
横浜Mではデビュー戦から3試合連続ゴールを記録。しかしその後は出場機会に恵まれず、1999年後半は当時J2の大宮アルディージャに期限付き移籍した。
翌2000年に横浜F・マリノスに復帰し、ディフェンダー(DF)にコンバートされるが出場機会はほとんどなく、そのため2001年にはセレッソ大阪へ移籍。しかしここでも水が合わず、シーズン終了とともに戦力外通告を受ける。
2002年、石崎信弘監督からの誘いで川崎フロンターレへ入団すると出場機会も増え、2004年のクラブJ1昇格に貢献。川崎では「岡山劇場」と呼ばれる試合後のマイク（メガホン）パフォーマンスによりサポーターからの人気も集めた。2005年には当時J2のアビスパ福岡へレンタル移籍。フォワードとしても活躍し、J1昇格を果たした。しかし、川崎時代や後の柏時代と打って変わって、ファールが多く、また熱狂的で過激なサポーターが多い福岡サポーターと揉め事を起こすなど、彼に見合った活躍ができたとはいえなかった。
2006年は「石さんをJ1に昇格させたい」という思いから、川崎時代の指揮官である石崎信弘が新監督に就任したJ2柏レイソルにレンタル移籍。開幕前、監督にFWでのプレーを直訴するが却下される。しかしJ2公式戦10得点と自身も大活躍し、3シーズン連続でJ1昇格に貢献する。日本で最もピッチと観客席が近い日立柏サッカー場において、「岡山劇場」は柏でも名物となった。サポーターからはゲートフラッグに書かれたセリフがきっかけで「オカヤマ、柏に、家買っちゃえ!!」と毎試合コールされるようになる。これらの甲斐あって、Jリーグ情報サイト・J's GOALのJ2ベストパフォーマー賞を受賞した。
2007年、柏に完全移籍。「昨年は石崎監督をJ1に上げたいという気持ちでレイソルにやってきたが、サポーターにものすごく助けてもらい、これからもレイソルでプレーしたいという気持ちになった」と語り、また川崎サポーターに対しては移籍する際の心情等を語ったメッセージが川崎の公式サイトに掲載された。
しかし同学年のDF古賀正紘の加入などがあって出場機会に恵まれず、同年8月、監督の勧めにより、ベガルタ仙台へ期限付き移籍。当時チーム状況があまり良くなかった仙台だが、岡山の加入会見での「この時期に苦しむのは当たり前」「秋にお祝いするために今苦しい思いをしましょ」というコメントで初日からサポーターの心を掴む。岡山投入直後にはチーム状況が良化。白星を量産するまでにいたるようになった。
仙台においても「岡山劇場」は健在で、8月30日の対京都戦ではヒーローインタビューの際にアナウンサーからマイクを奪い取ってマイクパフォーマンスを行ったほか、さらに全ての選手と全てのサポーターを巻き込んでのシャンゼリゼ合唱やロペスダンスや梁勇基コールをするなど、派手なパフォーマンスを披露していた。
仙台のJ1昇格が消滅したことで、4度目の昇格請負にはならなかったものの、守備や攻撃に長けている積極的なプレーと、選手同士との綿密なコミュニケーションを積極的にとる、さらにド派手なファンサービスを行うなどにより、出場回数が少ないながらも仙台にとってなくてはならない選手の一人になっている。12月20日に仙台への完全移籍が発表された。また、柏サポーターと仙台サポーター双方へのメッセージがそれぞれの公式サイトに掲載された。
2008年、仙台に完全移籍。センターバックとして"守備の要"的役割を果たすが、後半になるにつれて出場機会が激減、入れ替え戦を前に戦力外通告を受け、シーズン終了とともに仙台を退団。その後トライアウトにも参加したが、移籍先が見つかるには至らなかった。
2009年、所属は未定のままであるが引退はせず、オフ期間には自身がオーナーであるブラジル料理店barracão da mocidade  で働きながらJリーガー復帰を目指していた。その後、韓国Kリーグの浦項スティーラースに練習生として練習参加していることが本人のブログで明かされており、同年7月14日、浦項と契約した。8月22日の全北現代戦でKリーグデビュー、8月26日にピースカップでFCソウル戦に途中交代でDFながらFWとして出場しKリーグ初得点を決めた。同年12月のFIFAクラブワールドカップ2009では2試合に出場。3位決定戦のアトランテFC戦ではゲームキャプテンとして先発出場し、3位入賞に貢献した。
2010年、引き続き浦項でプレーをしていたが、12月1日、契約満了に伴い浦項を退団し、日本に帰国。
2011年も当初は所属クラブが見つからず、3月11日に起きた東日本大震災の復興支援活動も行いながら、4月からスペイン4部のイジェスカスなどで入団に向けた練習参加をしていたが、6月22日からは石崎が監督をしていたJ2のコンサドーレ札幌へ練習参加し、同月29日に加入が発表された。札幌では「J1昇格しなかったら退団する」と宣言し、出場試合数は5試合にとどまったものの、「岡山劇場」を展開してチームを盛り上げた。岡山入団後にはチームも快進撃を展開、前半戦10位から3位まで(最高位は暫定ながら1位)順位を上げ、最終節で3位を確定させてJ1昇格を果たした。シーズン後はクラブからピッチ外での活動を評価され、契約を更新した。
2012年に札幌との契約が満了、その後は親族が経営する電力会社に勤務していたが、現役復帰に意欲を見せていた（2013年5月8日の『Foot!』での密着取材およびインタビューより）。その後同年8月21日、関西サッカーリーグ1部の奈良クラブにアマチュア選手として入団することとなった。2014年の天皇杯では2回戦で仙台と対戦して得点を挙げ「ジャイアント・キリング」に貢献し、この大会の「SURUGA I DERAM Award」を授賞している。
2017年シーズン終了後に契約満了に伴い奈良クラブを退団。
2018年、関東学院大学サッカー部アドバイザーに就任。
2019年、鈴鹿アンリミテッドFCのコーチ兼フィジカルコーチに就任。
2019年12月10日、鈴鹿のコーチを退任し、関東サッカーリーグ1部のVONDS市原の監督に就任。2シーズンにわたって指揮したがJFL昇格は果たせず、2021年10月29日に契約満了に伴い退任することが発表された。
2022年、大分トリニータのコーチに就任。

## 所属クラブ
- 1997年8月 - 1999年7月  横浜マリノス／横浜F・マリノス
- 1999年8月 - 同年12月  大宮アルディージャ
- 2000年  横浜F・マリノス
- 2001年  セレッソ大阪
- 2002年 - 2005年  川崎フロンターレ
  - 2005年  アビスパ福岡 (期限付き移籍)
- 2006年 - 2007年  柏レイソル
  - 2007年8月 - 同年12月  ベガルタ仙台 (期限付き移籍)
- 2008年  ベガルタ仙台
- 2009年7月 - 2010年  浦項スティーラース
- 2011年6月 - 2012年  コンサドーレ札幌
- 2013年8月 - 2017年  奈良クラブ

## 個人成績
| 国内大会個人成績 | 国内大会個人成績 | 国内大会個人成績 | 国内大会個人成績 | 国内大会個人成績 | 国内大会個人成績 | 国内大会個人成績 | 国内大会個人成績 | 国内大会個人成績 | 国内大会個人成績 | 国内大会個人成績 | 国内大会個人成績 |
| 年度             | クラブ           | 背番号           | リーグ           | リーグ戦         | リーグ戦         | リーグ杯         | リーグ杯         | オープン杯       | オープン杯       | 期間通算         | 期間通算         |
| 年度             | クラブ           | 背番号           | リーグ           | 出場             | 得点             | 出場             | 得点             | 出場             | 得点             | 出場             | 得点             |
| 日本             | 日本             | 日本             | 日本             | リーグ戦         | リーグ戦         | リーグ杯         | リーグ杯         | 天皇杯           | 天皇杯           | 期間通算         | 期間通算         |
| ---------------- | ---------------- | ---------------- | ---------------- | ---------------- | ---------------- | ---------------- | ---------------- | ---------------- | ---------------- | ---------------- | ---------------- |
| 1997             | 横浜M            | 30               | J                | 8                | 3                | 0                | 0                | 2                | 1                | 10               | 4                |
| 1998             | 横浜M            | 30               | J                | 5                | 0                | 4                | 2                | 0                | 0                | 9                | 2                |
| 1999             | 横浜FM           | 20               | J1               | 4                | 0                | 0                | 0                | -                | -                | 4                | 0                |
| 1999             | 大宮             | 26               | J2               | 6                | 1                | 0                | 0                | 2                | 2                | 8                | 3                |
| 2000             | 横浜FM           | 20               | J1               | 13               | 0                | 1                | 0                | 1                | 0                | 15               | 0                |
| 2001             | C大阪            | 25               | J1               | 28               | 3                | 2                | 0                | 4                | 0                | 34               | 3                |
| 2002             | 川崎             | 32               | J2               | 37               | 1                | -                | -                | 5                | 1                | 42               | 2                |
| 2003             | 川崎             | 32               | J2               | 34               | 2                | -                | -                | 1                | 0                | 35               | 2                |
| 2004             | 川崎             | 32               | J2               | 2                | 0                | -                | -                | 0                | 0                | 2                | 0                |
| 2005             | 福岡             | 32               | J2               | 34               | 0                | -                | -                | 1                | 0                | 35               | 0                |
| 2006             | 柏               | 32               | J2               | 45               | 10               | -                | -                | 0                | 0                | 45               | 10               |
| 2007             | 柏               | 32               | J1               | 1                | 0                | 3                | 0                | -                | -                | 4                | 0                |
| 2007             | 仙台             | 34               | J2               | 18               | 2                | -                | -                | 0                | 0                | 18               | 2                |
| 2008             | 仙台             | 32               | J2               | 33               | 4                | -                | -                | 0                | 0                | 33               | 4                |
| 韓国             | 韓国             | 韓国             | 韓国             | リーグ戦         | リーグ戦         | リーグ杯         | リーグ杯         | FA杯             | FA杯             | 期間通算         | 期間通算         |
| 2009             | 浦項             | 30               | Kリーグ          | 9                | 1                |                  |                  |                  |                  |                  |                  |
| 2010             | 浦項             | 4                | Kリーグ          | 8                | 0                |                  |                  |                  |                  |                  |                  |
| 日本             | 日本             | 日本             | 日本             | リーグ戦         | リーグ戦         | リーグ杯         | リーグ杯         | 天皇杯           | 天皇杯           | 期間通算         | 期間通算         |
| 2011             | 札幌             | 34               | J2               | 5                | 0                | -                | -                | 1                | 0                | 6                | 0                |
| 2012             | 札幌             | 34               | J1               | 5                | 0                | 2                | 0                | 1                | 0                | 8                | 0                |
| 2013             | 奈良             | 32               | 関西1部          | 3                | 0                | -                | -                | 2                | 1                | 5                | 1                |
| 2014             | 奈良             | 32               | 関西1部          | 8                | 0                | -                | -                | 2                | 1                | 10               | 1                |
| 2015             | 奈良             | 32               | JFL              | 15               | 0                | -                | -                | 0                | 0                | 15               | 0                |
| 2016             | 奈良             | 32               | JFL              | 5                | 0                | -                | -                | 1                | 0                | 6                | 0                |
| 2017             | 奈良             | 32               | JFL              | 15               | 0                | -                | -                | 1                | 0                | 16               | 0                |
| 通算             | 日本             | 日本             | J1               | 64               | 6                | 12               | 2                | 8                | 1                | 84               | 9                |
| 通算             | 日本             | 日本             | J2               | 214              | 20               | 0                | 0                | 10               | 3                | 224              | 23               |
| 通算             | 日本             | 日本             | JFL              | 35               | 0                | -                | -                | 2                | 0                | 37               | 0                |
| 通算             | 日本             | 日本             | 関西1部          | \|11             | 0                | -                | -                | 4                | 2                | 20               | 2                |
| 通算             | 韓国             | 韓国             | Kリーグ          | 17               | 1                |                  |                  |                  |                  | 17               | 1                |
| 総通算           | 総通算           | 総通算           | 総通算           | 341              | 27               | 12               | 2                | 22               | 6                | 395              | 36               |

その他の公式戦
- 2000年
  - Jリーグチャンピオンシップ 1試合0得点

| 国際大会個人成績 | 国際大会個人成績 | 国際大会個人成績 | 国際大会個人成績 | 国際大会個人成績 | FIFA      | FIFA      |
| 年度             | クラブ           | 背番号           | 出場             | 得点             | 出場      | 得点      |
| AFC              | AFC              | AFC              | ACL              | ACL              | クラブW杯 | クラブW杯 |
| ---------------- | ---------------- | ---------------- | ---------------- | ---------------- | --------- | --------- |
| 2009             | 浦項             | 4                | 0                | 0                | 2         | 0         |
| 通算             | AFC              | AFC              | 0                | 0                | 2         | 0         |

## 指導歴
- 2018年 関東学院大学体育部連合会サッカー部 アドバイザー
- 2019年 鈴鹿アンリミテッドFC コーチ兼フィジカルコーチ
- 2020年 - 2021年 VONDS市原 監督
- 2022年 - 2023年 大分トリニータ コーチ
- 2025年 - ザスパ群馬 ヘッドコーチ

## 監督成績
| 年度 | 所属    | クラブ    | リーグ戦 | リーグ戦 | リーグ戦 | リーグ戦 | リーグ戦 | リーグ戦 | カップ戦              | カップ戦      |
| 年度 | 所属    | クラブ    | 順位     | 試合     | 勝点     | 勝       | 分       | 敗       | ナビスコ杯/なでしこ杯 | 天皇杯/皇后杯 |
| ---- | ------- | --------- | -------- | -------- | -------- | -------- | -------- | -------- | --------------------- | ------------- |
| 2020 | 関東1部 | VONDS市原 | 4位      | 9        | 17       | 5        | 2        | 2        | -                     | 2回戦         |
| 2021 | 関東1部 | VONDS市原 | 3位      | 22       | 44       | 14       | 3        | 5        | -                     | 県予選        |

## 岡山劇場
試合に勝利した時、試合後に岡山主導による派手なパフォーマンスを行う。これが通称「岡山劇場」である。始まりは、川崎フロンターレ時代の2003年である。試合後に、サポーターから差し出された牛乳ケースを岡山が足場にしてマイクパフォーマンスをしたのが発端である。
最初は控えめにパフォーマンスをしていたが、回を追うごとに徐々に派手になっていき、ついにはサポーターが持っている太鼓を奪って自分のコールを強要したり、ある試合で立役者になった選手を強引にお立ち台に立たせてパフォーマンスをさせたりするようになり、極めつきはアントニオ猪木よろしく、ヒーローインタビューでマイクを奪って絶叫した挙句に「イチ、ニー、サン、ダー!!」とコールするまでになった。こうして、岡山はサッカー選手の域を超越したキャラクターに成長した。
その後、柏レイソルやベガルタ仙台でも観客席からゲートフラッグを借りて自分で掲げたり、自分のコールを大合唱したりした。こうしたパフォーマンスを行うことにより、サポーターの心をがっちりと鷲づかみし、選手とサポーターが相思相愛の関係のように一体になることができるだけでなく、選手との連帯感を強めることができるとされる。
浦項スティーラースでも岡山劇場（オカヤマクッチョン）は健在。浦項サポーターから「YouTubeを見たから」とトランジスタメガホンを渡されたのがきっかけだったという。

## エピソード
- 2004年の川崎フロンターレ、2005年のアビスパ福岡、2006年の柏レイソルと3年連続でJ1昇格に関わっていることから、「昇格請負人」と呼ばれる。2007年はベガルタ仙台のJ1昇格へ期待がかかっていたが、同年は4度目の昇格請負人には至らなかった。その後、2011年にコンサドーレ札幌で4度目の昇格請負人となった。
- プロ入団当初は183cmだった身長が、現在までに187cmにまで伸びたという（『Jリーグナイト!』より）。
- かつて横浜F・マリノスでチームメイトであった安永聡太郎と間寛平に顔がよく似ている。マリノス在籍中にはファンから安永と見間違えられた経験がある事を自らのブログで述べている[19]。
- 2007年8月30日に行われたマイクパフォーマンスでは、「11000人しか来てくれなかったのは寂しいなぁ。このスタジアム（ユアテックスタジアム仙台）は19694人入れるらしいですよ。次回の鳥栖戦、満員にしてくれるかな!!」という旨の発言をしている。その直後、「J2であれだけ入っているのはすごいことなんですが、満員のユアスタで試合をしたかったために、あえてそんなことを言っちゃいました。満員大作戦お願いします」という旨の発言を、公式携帯サイトで動画として公開している。
  - この時のマイクパフォーマンスがきっかけとなって、サポーター有志が主導となって、サポーター、ボランティア、市民後援会、クラブ、選手をも巻き込んだ、ユアテックスタジアム仙台で行われる残り4つの試合を満席である19694人で埋め尽くすプロジェクト「ユアスタ・ラストスパート・プロジェクト」が画策されることになった。岡山自身も、10月14日のビラ配りイベントの際に赤い自転車で颯爽と登場し、市民にユアスタに来てくれるように呼びかけたりするなど、またしても派手なパフォーマンスを行った。
  - 岡山は同様のマイクパフォーマンスを、柏レイソルに在籍していた2006年5月27日の札幌戦でも行っており、この時は「ヴェルディ（次のホームでの対戦相手）は因縁の試合なんでしょ？1万人いかなかったら恥ずかしいんちゃいます？友達誘って1万2千人にしましょう！そしたら絶対勝ちます！」であった。ちなみにその東京V戦の観客動員は1万2千人に届かなかったものの、岡山の2得点などで4-1で勝利した。そしてこの試合後のマイクパフォーマンスでは「1万2千まで…。あとちょっとやなぁ。1万2千人来てたら、俺ハットトリックしてたかも…。」と語っている。
- 2008年5月18日のみちのくダービー（山形戦）にて、自らのミスで前半に2失点を喫してしまい、ハーフタイムではイレブンの前で思わず涙を見せてしまう。それがイレブンの闘志に火を付けたのか、後半に3得点を挙げて逆転勝利。勝利の瞬間、岡山は人目もはばからず号泣した。
- 2009年1月1日の天皇杯全日本サッカー選手権大会決勝戦、G大阪対柏の試合で、岡山は柏側応援席に柏時代のユニフォームを着て現われた。サポーター恒例の試合前“公演”では、新年の乾杯の音頭をとり、「無職の岡山です」「柏の心配をする前に自らの心配をしろとおっしゃる方もいらっしゃると思いますが…」などと、自らの戦力外を笑いに変えてみせた。さらには「石崎監督を男にさせましょう!!」と言い、石崎監督への熱い思いも表れている。試合中は、観客席の一番前の、応援団長の隣で応援団長以上の熱い声援を送っていた。
- 2009年2月8日、ベガルタ仙台のオフィシャルショップ「カーサベガルタ」にて「お別れサイン会」を開催。開催に当たり、自身は「仙台サポーターの皆さんと笑顔でサヨナラしたい」とコメントしている。
- 2009年ACL決勝後、浦項側の応援席に行き浦項→仙台→川崎の順番で浦項サポーターと岡山が過去に在籍したチームのサポーター達と一緒にチャントを熱唱した。ちなみに浦項スティラースでのチャントの原曲は「天国と地獄（地獄のギャロップ）」。
- 浦項に入団するために友人と2人で自らのプレーを集めたDVDをチームに送った。ちなみに、DFながらゴール集のような内容になったそうだが、「これだけインパクトあるヘッドしていれば…」と思いそのまま送った。
- 2010年7月4日に仙台とのプレシーズンマッチで訪仙。キャプテンマークをつけてフル出場した。試合後は両チーム入り交じっての「岡山劇場」を展開した。
- 2011年3月29日に行われた日本代表対J-リーグ選抜戦でも仙台のユニフォーム姿で長居スタジアムに登場。仙台のチャントを代表用に歌詞を変えて歌うためのアピールを行った。この際にも福岡サポーターとも和解し、ゴール裏の結束を高める役割を果たした。
- 2011年12月には、マリノス時代の先輩である川口能活と共に日本サッカー協会の社会貢献活動、「夢先生」に参加した。その際、やはりマリノスでの先輩2人、平間智和と安永聡太郎がサポートメンバーとして加わり、活動後に4人で撮った写真を自らのブログで公開した[19]。